# Шилка-Товарна
Шилка-Товарна (рос. Шилка-Товарна) — станція Могочинського регіону Забайкальської залізниці Росії, розташована на дільниці Каримська — Куенга між станціями Казаново (відстань — 14 км) і Шилка-Пасажирська (2 км). Відстань до ст. Каримська — 149 км, до ст. Куенга — 83 км; до транзитного пункту Бамівська — 832 км.